# Hypogaleus
Hypogaleus is een monotypisch geslacht van de familie van gladde haaien (Triakidae) en kent slechts 1 soort.

## Taxonomie
- Hypogaleus hyugaensis (Miyosi, 1939) – Zwarttipvaalhaai

Furgaleus · Galeorhinus · Gogolia · Hemitriakis · Hypogaleus · Iago · Mustelus · Scylliogaleus · Triakis